# 彭進明
彭进明（1950年－），中华民国空军二级上将、大葉大學國企系碩士，臺灣桃園市人，籍貫廣東省，畢業於空軍官校正61年班，曾被前國防部長李天羽稱讚「個性篤直剛毅」，現任中央軍校校友總會理事長、國防院戰略諮詢委員，曾任总统府战略顾问、副參謀總長、空軍防砲部指揮官、空軍教準部司令、空軍作戰署長、空軍427聯隊長、空軍官校學指部指揮官。

## 荣誉

### 中华民国勋章奖章
- 陆海空军甲种二等奖章（2007年7月17日于台北总统府颁授[1]）